# Lada Kalina

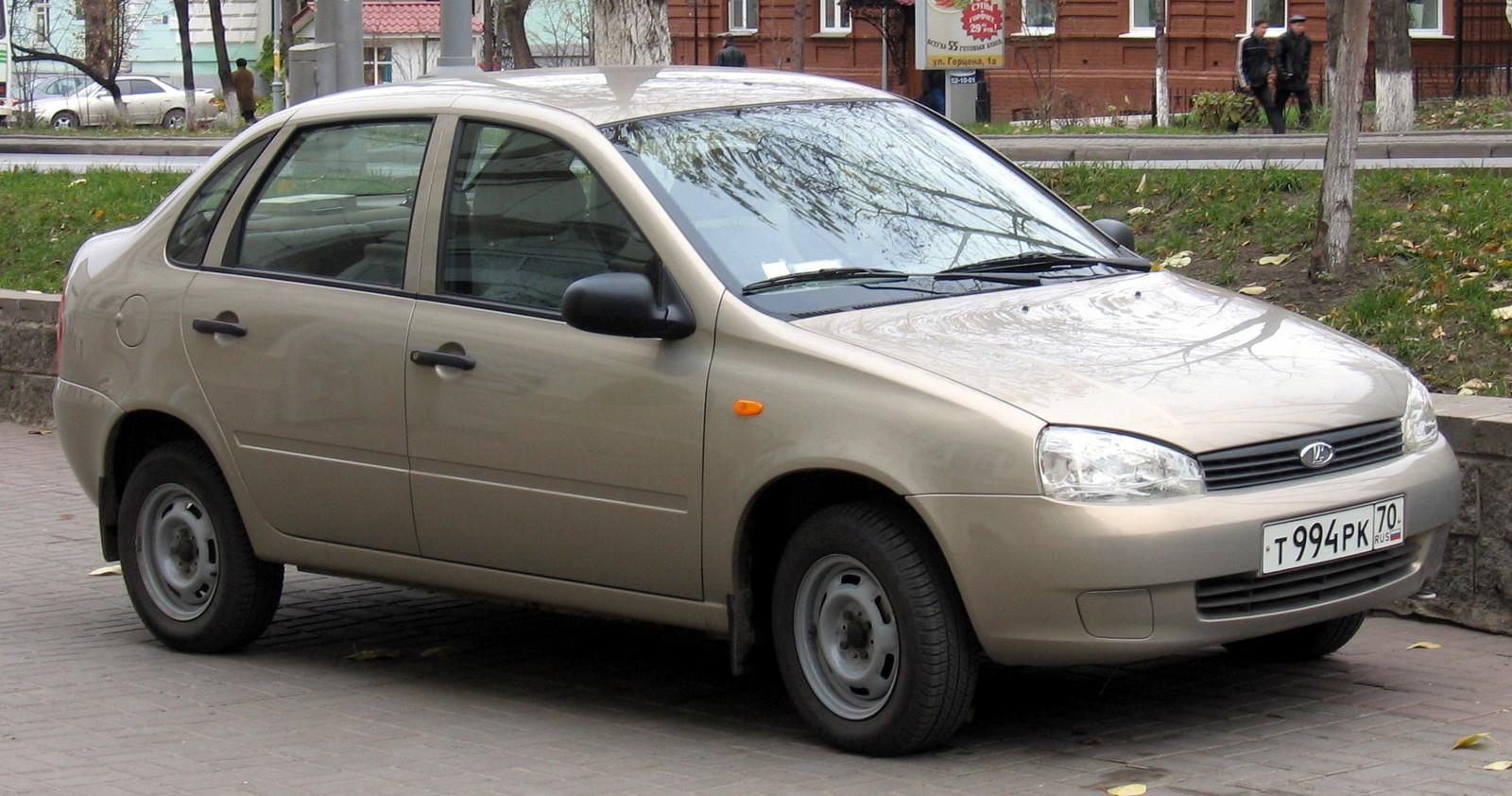
Lada Kalina sedan (1118).

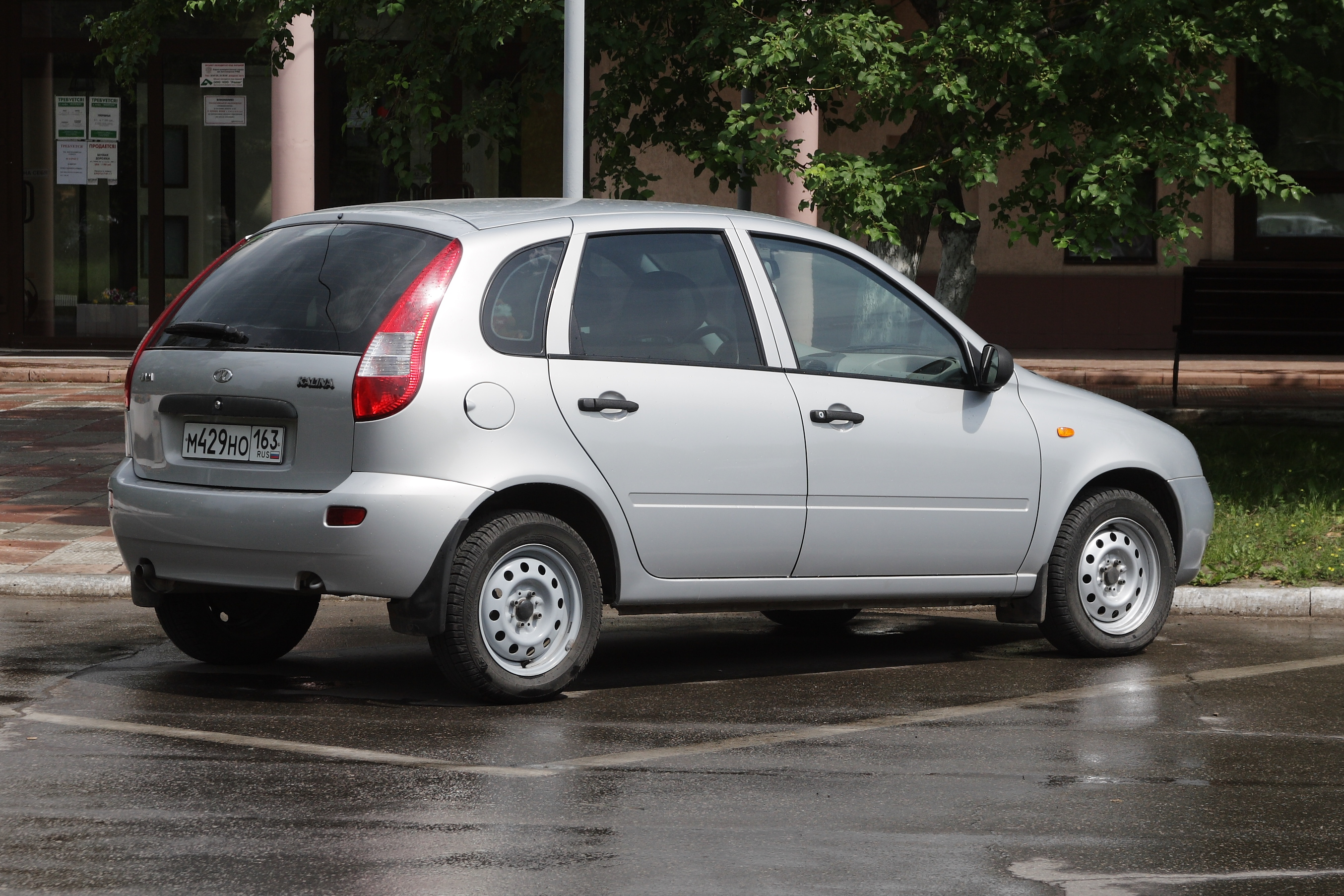
Lada Kalina 1119.

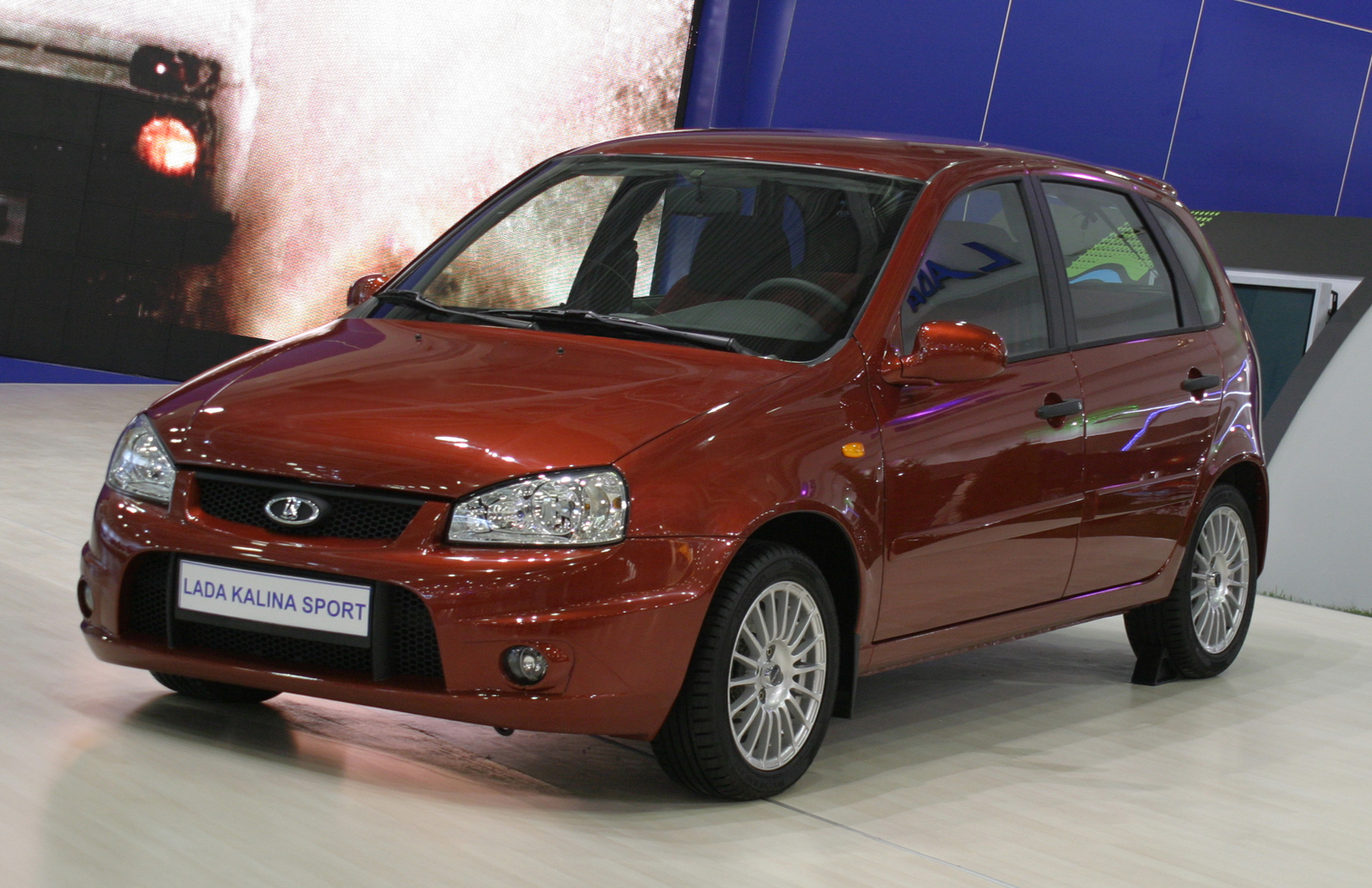
Lada Kalina Sport

Lada Kalina (Лaдa Kaлинa) är en personbil från Lada tillverkad av bilfabriken AvtoVAZ (AвтoBA3) i Toljatti, Ryssland. Bilen började produceras 2004. "Kalina" är det ryska ordet för olvon.

## Generation 1
Första generationen Lada Kalina fanns som 4-dörrars sedan, halvkombi och herrgårdsvagn. Karossens former är runda och strömlinjeformade. Bilen fanns med två motoralternativ, båda fyrcylindriga, en på 1,4 liter och 90 hästkrafter och en på 1,6 liter och 81 hästkrafter. Bilen har en femväxlad manuell växellåda.
Lada Kalina har dubbla krockkuddar framtill. Den saknar i standardutförande dock ABS-bromsar och nackstöd i baksätet.
Versioner
- 1117 - kombi
- 1118 - sedan
- 1119 - halvkombi
- Sport - halvkombi

Sedanversionen utgick ur sortimentet efter att Lada Granta lanserats.

### Recensioner
Teknikens värld provkörde bilen och var genomgående negativa. De tyckte bilen var obekväm, svårkörd och saknade elementär säkerhetsutrustning som nackstöd i baksätet och ABS-bromsar. Recensenten tyckte att det "verkar nästan som om ryssarna satt en ära i att tillverka så dåliga bilar som möjligt" (undantaget Lada Niva) och skrev också att "Kalla kriget må vara över, men Lada Kalina ger kalla kårar." Bilens avsaknad av ABS-bromsar och bromsarnas undermåliga prestation har fått kritik även från annat håll.

### Prestanda
Siffrorna är tillverkarens uppgifter och avser Kalina 1118 med 1,6-liters motor.
- Toppfart 165 km/tim.
- 0 till 100; 13 sekunder

## Generation 2

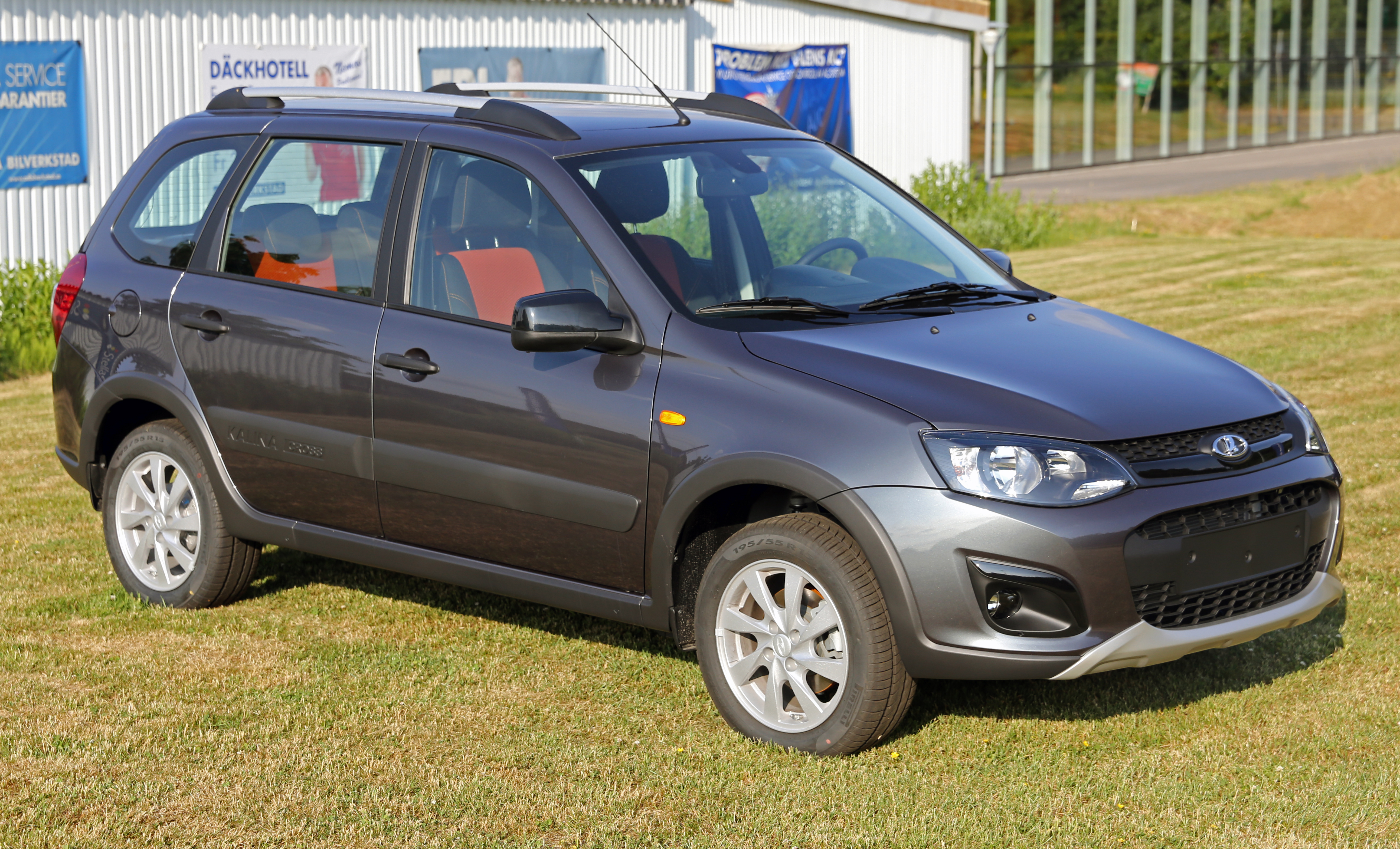
Lada Kalina Cross av andra generationen, i Halmstad, Sverige.

Andra generationen av Lada Kalina presenterades 2013. Denna är mer anpassad för att vara gångbar även på exportmarknader. Den finns i följande versioner: Halvkombi, kombi, Cross och Sport. Någon sedanversion motsvarande den i generation ett finns ej emedan den ersatts av Lada Granta.
Det återuppståndna märket Datsun har en modell, Datsun mi-Do, som baseras på Lada Kalina.